# الشبح (فلم 1996)
الشبح  (بالإنجليزية: The Phantom) هو فيلم بطل خارق تم إنتاجه في أستراليا والولايات المتحدة وصدر في سنة 1996، مستوحى من شخصية القصص المصورة لـ«لي فرانك» التي تحمل نفس الاسم. من بطولة بيلي زين، تريت ويليامز، كاثرين زيتا جونز وجيمس ريمار.

## القصة
[بحاجة لمصدر]
تدور أحداث الفيلم حول شخصية خيالية خارقة للطبيعة تسمى "الشبح". يعيش "الشبح" في غابات إفريقيا، ويقضي حياته في محاربة الجريمة والظلم.
"الشبح" هو بطل خارق تقليدي، يمتلك قدرات خارقة مثل القوة والسرعة والقدرة على الطيران. كما أنه يمتلك مهارات قتالية عالية، ويستخدمها في محاربة الأشرار.
يواجه "الشبح" العديد من التحديات في سعيه لتحقيق العدالة. يواجه أعداء أقوياء، كما أنه يواجه أيضًا معارضة من بعض الناس الذين لا يؤمنون بوجوده.
في الفيلم، يواجه "الشبح" أسدين قاتلين يهاجمان العمال في تسافو في كينيا. يتعاون "الشبح" مع مهندس الجسور "جون هنتر" (مايكل دوغلاس) والصياد "كريستوفر كاسل" (فال كيلمر) من أجل قتل الأسدين وإنقاذ العمال.
في النهاية، ينجح "الشبح" ورفاقه في قتل الأسدين، ويتمكنون من إنقاذ العمال. يحقق "الشبح" العدالة، ويثبت للجميع أنه بطل حقيقي.
تتضمن قصة الفيلم العديد من الموضوعات، مثل الخير والشر، والعدالة، والشجاعة. يسلط الفيلم الضوء على أهمية الخير والعدالة، كما يؤكد على أهمية الشجاعة في مواجهة الشر.
فيما يلي بعض النقاط البارزة في قصة الفيلم:
- الخير والشر: تمثل قصة الأسدين صراعًا بين الخير والشر. يمثل الأسدان الشر، بينما يمثل "الشبح" ورفاقه الخير.
- العدالة: يسعى "الشبح" إلى تحقيق العدالة من خلال قتل الأسدين. يمثل تحقيق العدالة نصرًا على الشر.
- الشجاعة: يواجه "الشبح" ورفاقه العديد من التحديات، لكنهم يواجهونها بشجاعة. يمثل الشجاعة قوة إيجابية تساعد على تحقيق العدالة.

## الميزانية والإيرادات
بلغت تكلفة إنتاج الفيلم حوالي 45 مليون دولار بينما حقق أرباحا تقدر بـ 17,323,326 دولار.

## وصلات خارجية
- مقالات تستعمل روابط فنية بلا صلة مع ويكي بيانات

]